# David Ferguson
David Ferguson est un joueur australien de volley-ball, né le 13 mars 1982 à Perth (Australie-Occidentale). Il mesure 2,05 m et joue central. Il totalise 195 sélections en équipe d'Australie.

## Clubs
| Club               | Pays     | De        | À         |
| ------------------ | -------- | --------- | --------- |
| Lycurgus Groningue | Pays-Bas | 2003-2004 | 2003-2004 |
| Chemik Bydgoszcz   | Pologne  | 2005-2006 | 2005-2006 |
| Arago de Sète      | France   | 2007-2008 | 2008-2009 |
| Asnières Volley 92 | France   | 2009-2010 | 2009-2010 |

## Palmarès
Néant.